# Idaea ptelearia
Idaea ptelearia är en fjärilsart som beskrevs av Riley 1891. Idaea ptelearia ingår i släktet Idaea och familjen mätare. Inga underarter finns listade i Catalogue of Life.